# I Wish (Cher Lloyd)
I Wish è un singolo della cantante britannica Cher Lloyd, pubblicato nel 2013 ed estratto dall'album Sorry I'm Late. La canzone contiene la collaborazione del rapper statunitense T.I.

## Tracce
- Download digitale

1. I Wish (featuring T.I.) – 3:32

## Video
Il videoclip della canzone è stato diretto da Gil Green e pubblicato il 24 settembre 2013.